# Sylvain Sudrie
Sylvain Sudrie (* 6. März 1982 in Bordeaux) ist ein ehemaliger französischer Triathlet. Er ist zweifacher Weltmeister auf der ITU-Langdistanz (2010, 2016) sowie zweifacher Vizeweltmeister (2009, 2014).

## Werdegang
Mit 16 Jahren begann Sylvain Sudrie 1997 mit Triathlon und im Oktober 2009 wurde er in Perth nach 3 km Schwimmen, 80 km auf dem Rad und 20 km Laufen Vizeweltmeister auf der Langdistanz.
2009 wurde er Französischer Meister auf der Triathlon-Langdistanz.

### Weltmeister Triathlon Langdistanz 2010
Im August 2010 wurde er in Immenstadt Weltmeister auf der Langdistanz (4 km Schwimmen, 130 km Radfahren und 30 km Laufen).
Im November 2011 wurde er Dritter bei der Weltmeisterschaft auf der Langdistanz. Von 2011 bis 2014 holte er sich viermal in Folge den Titel des Französischen Meisters auf der Triathlon-Mitteldistanz.
Im September 2014 konnte er in den Vogesen auf der Mitteldistanz seinen vierten Sieg beim Triathlon de Gérardmer erzielen. Nur zwei Wochen später wurde er in China nach 2009 erneut Vizeweltmeister auf der Triathlon-Langdistanz.

### Weltmeister Triathlon Langdistanz 2016
Im September 2016 holte er sich nach 2010 zum zweiten Mal den Titel bei der Weltmeisterschaft auf der Triathlon-Langdistanz.
2017 wurde der damals 35-Jährige im August in Kanada Fünfter bei der Weltmeisterschaft auf der Triathlon-Langdistanz (46 km Schwimmen, 1206 km Radfahren und 306 km Laufen).
Seine Spitznamen sind Susu oder Sudre. Er startete für den Club Beauvais Triathlon.
Seit 2018 tritt Sylvain Sudrie nicht mehr international in Erscheinung und er ist seit dem Ende seiner aktiven Zeit 2018 als Organisator und Veranstalter tätig.

## Sportliche Erfolge
| Datum/Jahr    | Rang | Wettbewerb                                           | Austragungsort       | Zeit     | Bemerkung                                                                               |
| ------------- | ---- | ---------------------------------------------------- | -------------------- | -------- | --------------------------------------------------------------------------------------- |
| 3. Juli 2018  | 1    | Trigames Cagnes sur mer                              | Cagne                | 04:32:22 | Sieger auf der Mitteldistanz an der Côte d’Azur                                         |
| 22. Mai 2016  | 3    | Ironman 70.3 Barcelona                               | Barcelona            | 04:11:22 |                                                                                         |
| 20. März 2016 | 4    | Ironman 70.3 Monterrey                               | Monterrey            | 03:44:51 |                                                                                         |
| 3. Mai 2015   | 6    | Ironman 70.3 Pays D’Aix France                       | Aix-en-Provence      | 04:03:56 |                                                                                         |
| 6. Sep. 2014  | 1    | Triathlon de Gérardmer                               | Gérardmer            | 04:26:52 | Vierter Sieg in den Vogesen                                                             |
| 18. Mai 2014  | 1    | Ironman 70.3 Barcelona                               | Barcelona            | 04:02:43 | Sieger bei der Erstaustragung                                                           |
| 26. Apr. 2014 | 2    | Challenge Fuerteventura                              | Fuerteventura        | 04:03:21 | Zweiter auf der Halbdistanz                                                             |
| 8. Sep. 2013  | 1    | Triathlon de Gérardmer                               | Gérardmer            |          |                                                                                         |
| 10. Juni 2012 | 2    | ETU Middle Distance Triathlon European Championships | Kraichgau            | 03:50:57 | Vizeeuropameister Mitteldistanz bei der Challenge Kraichgau                             |
| 4. März 2012  | 1    | Valencia LD                                          | Valencia             | 04:01:56 | Sieger bei der Erstaustragung auf der Mitteldistanz                                     |
| 25. Sep. 2011 | 2    | Ironman 70.3 Pays D’Aix France                       | Aix-en-Provence      | 03:50:57 |                                                                                         |
| 3. Sep. 2011  | 1    | Triathlon de Gérardmer                               | Gérardmer            | 04:26:19 | Sudrie konnte seinen Sieg aus dem Vorjahr wiederholen.                                  |
| 3. Juli 2011  | 1    | FRA Middle Distance Triathlon National Championships | Dijon                |          | Französischer Meister auf der Mitteldistanz                                             |
| 29. Mai 2011  | 1    | Half Challenge Barcelona                             | Barcelona            | 03:47:39 |                                                                                         |
| 14. Mai 2011  | 3    | Ironman 70.3 Mallorca                                | Alcúdia              |          |                                                                                         |
| 21. Nov. 2010 | 1    | Triathlon Karukera                                   | Guadeloupe           | 02:00:11 | Sieger auf der olympischen Distanz (1,5 km Schwimmen, 40 km Radfahren und 10 km Laufen) |
| 30. Okt. 2010 | 1    | Ironman 70.3 Miami                                   | Miami                | 04:00:41 | Sieg bei der Erstaustragung                                                             |
| 5. Sep. 2010  | 1    | Triathlon de Gérardmer                               | Gérardmer            | 04:20:19 | 1,9 km Schwimmen, 94,5 km Radfahren und 21 km Laufen                                    |
| 4. Juli 2010  | 3    | FRA Middle Distance Triathlon National Championships | Dijon                |          | Französische Meisterschaft auf der Mitteldistanz                                        |
| 16. Mai 2010  | 1    | Half Challenge Barcelona                             | Barcelona            | 04:05:17 | Sieg neben Tiina Boman bei den Frauen                                                   |
| 2010          | 3    | FRA Short Distance Triathlon National Championships  | Charleville-Mézières |          | Staatsmeisterschaft auf der Kurzdistanz                                                 |
| 6. Sep. 2009  | 2    | Triathlon de Gérardmer                               | Gérardmer            | 04:27:04 | [ 5 ]                                                                                   |
| 2008          | 3    | FRA Short Distance Triathlon National Championships  | Belfort              |          | Staatsmeisterschaft auf der Kurzdistanz                                                 |
| 2005          | 5    | ETU Triathlon European Championship U23              | Sofia                | 01:54:46 | Fünfter bei der U23-Triathlon-Europameisterschaft                                       |

| Datum/Jahr    | Rang | Wettbewerb                                         | Austragungsort | Zeit     | Bemerkung |
| ------------- | ---- | -------------------------------------------------- | -------------- | -------- | --- |
| 27. Aug. 2017 | 5    | ITU Long Distance Triathlon World Championships    | Penticton      | 05:29:49 | Weltmeisterschaft auf der Triathlon-Langdistanz (4 km Schwimmen, 120 km Radfahren und 30 km Laufen)                                                                  |
| 24. Sep. 2016 | 1    | ITU Long Distance Triathlon World Championships    | Oklahoma       | 05:59:46 | Weltmeister auf der Triathlon-Langdistanz (4 km Schwimmen, 120 km Radfahren und 30 km Laufen)                                                                        |
| 21. Sep. 2014 | 2    | ITU Long Distance Triathlon World Championships    | Weihai         | 05:11:50 | Weltmeisterschaft auf der Langdistanz |
| 6. Juli 2014  | 1    | FRA Long Distance Triathlon National Championships | Graveline      | 04:04:55 | Französischer Meister auf der Langdistanz |
| 1. Juni 2013  | 11   | ITU Long Distance Triathlon World Championships    | Belfort        | 04:29:21 | |
| 19. Mai 2013  | 1    | FRA Long Distance Triathlon National Championships | Frankreich     | 04:05:07 | Französischer Meister auf der Langdistanz |
| 19. Mai 2012  | 1    | FRA Long Distance Triathlon National Championships | Calvi          | 04:09:17 | Französischer Meister auf der Langdistanz beim „Corsica Tri“ (3 km Schwimmen, 80 km Radfahren und 20 km Laufen)                                                      |
| 5. Nov. 2011  | 3    | ITU Long Distance Triathlon World Championships    | Henderson      | 05:03:23 | Weltmeisterschaft auf der Langdistanz |
| 1. Aug. 2010  | 1    | ITU Long Distance Triathlon World Championships    | Immenstadt     | 06:24:57 | Bei der Langdistanz-WM startete Sylvain Sudrie als Führender auf die Laufstrecke und gewann das Rennen vor dem Vorjahressieger, dem US-Amerikaner Timothy O’Donnell. |
| 25. Okt. 2009 | 2    | ITU Long Distance Triathlon World Championships    | Perth          | 03:49:22 | Vizeweltmeister auf der Langdistanz |
| 6. Juni 2009  | 1    | FRA Long Distance Triathlon National Championships | Belfort        |          | Französischer Meister auf der Langdistanz |

(DNF – Did Not Finish)